# Murschida
Murschida (arabisch مرشدة, DMG Muršida ‚spirituelle Lehrerin‘, im frankophonen Bereich auch Mourchida) ist die Bezeichnung für eine Frau, die unter anderem auch die meisten Aufgaben eines Imams wahrnimmt. Im Unterschied zu einem Imam leitet eine Murschida in der Regel jedoch kein öffentliches Gebet. Beispiele für Imaminnen, die auch Freitagsgebete leiten, existieren aber ebenfalls.

## Tätigkeiten
Mögliche Aufgaben für eine Murschida können die spirituelle Beratung von Frauen, das Leiten des Gebets (siehe unten), der Koranunterricht für Frauen und Kinder oder die Totenwaschung von verstorbenen Frauen sein.
Gegenwärtig gibt es eine Kontroverse unter Muslimen, ob und unter welchen Umständen Frauen Tätigkeiten als Imam ausführen dürfen. Drei von vier sunnitischen Rechtsschulen, aber auch viele schiitische Rechtsschulen sind der Auffassung, dass Frauen nur reine Frauengruppen im Gebet leiten dürfen, allein die Rechtsschule der Malikiten erlaubt Frauen generell nicht, im Gebet zu leiten. Berufen wird sich dabei in der Regel auf einen Hadith aus der Sammlung Sahīh Muslim: „Die beste Reihe für die Männer im Gebet ist die erste Reihe und die schlechteste ist die letzte. Die beste Reihe für die Frauen im Gebet ist die letzte und die schlechteste ist die erste Reihe.“ Zum Leiten des gemischtgeschlechtlichen Gebetes müsste die Frau jedoch vor der ersten Reihe der Männer stehen. Dem gegenüber steht der Hadith Sunan Abi Dawud 592 und eine Erzählung aus Muhammad ibn Saʿds Biographien Muhammeds, seiner Gefährten und der späteren Träger des Islams bis zum Jahre 230 der Flucht über Umm Waraqa bint Abdallah, die von Mohammed selbst mit dem Leiten des Gebets in ihrem Haushalt beauftragt worden sein soll. Dabei gibt es unterschiedliche Auslegungen darüber, ob sie nur Frauen oder auch Männer anleitete. Im Koran selbst wird die Frauenordination nicht thematisiert.

## Verbreitung
In den meisten Gegenden sind daher Frauen als Vorbeterinnen und Seelsorgerinnen nur für reine Frauengruppen üblich. An manchen Orten, besonders im Nordosten Chinas, existieren eigene Frauenmoscheen, ihre Führungskräfte werden Shiniang genannt. Auch in Kopenhagens Mariam-Moschee, die nur weibliche Imame hat, ist das Freitagsgebet nur für Frauen zugänglich. Seit 2005 gibt es in Marokko ein staatliches Programm zur Ausbildung von Murschidas, auch in der Türkei soll es bereits eine Anzahl weiblicher Imame oder Murschidas geben.
Auch in mehreren westlichen Staaten Europas und Amerikas übernehmen zunehmend Frauen die Aufgaben eines Imam. So leitete in New York City eine Frau, Amina Wadud, 2005 ein Freitagsgebet vor Gläubigen beider Geschlechter.